# Selma Wiklund af Klercker
Selma Karolina Wiklund af Klercker, född Wiklund 27 oktober 1872, död 23 juni 1923 i Helsingfors, var en finländsk-svensk skådespelerska. Hon var gift 1902–1905 med skådespelaren Harald Sandberg och från 1911 med regissören Georg af Klercker.

## Filmografi (urval)
- 1916 – Kärleken segrar
- 1913 – Skandalen
- 1913 – Med vapen i hand
- 1912 – I lifvets vår
- 1912 – Dödsritten under cirkuskupolen

## Teater

### Roller (ej komplett)
| År   | Roll            | Produktion | Regi | Teater                     |
| ---- | --------------- | --- | ---- | -------------------------- |
| 1911 | Emelie Högqvist | Den gamla goda tiden: Stockholmsbilder från 1830-talet Berndt Fredgren (pseudonym för Peter Fristrup och Hjalmar Selander) |      | Svenska teatern, Stockholm |